# St. Josef (Egelsbach)

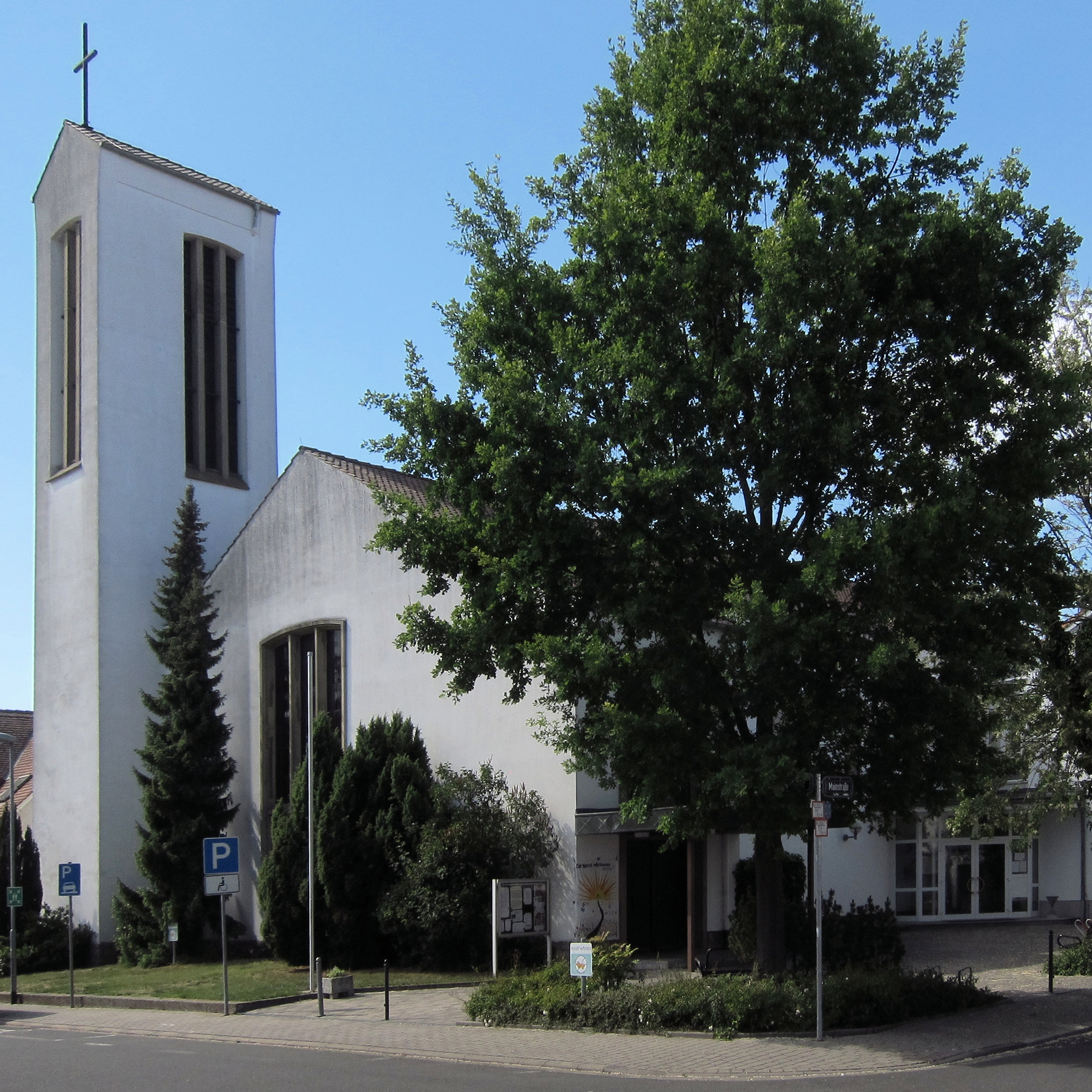
Die katholische Filialkirche St. Josef in Egelsbach, erbaut 1955–1956

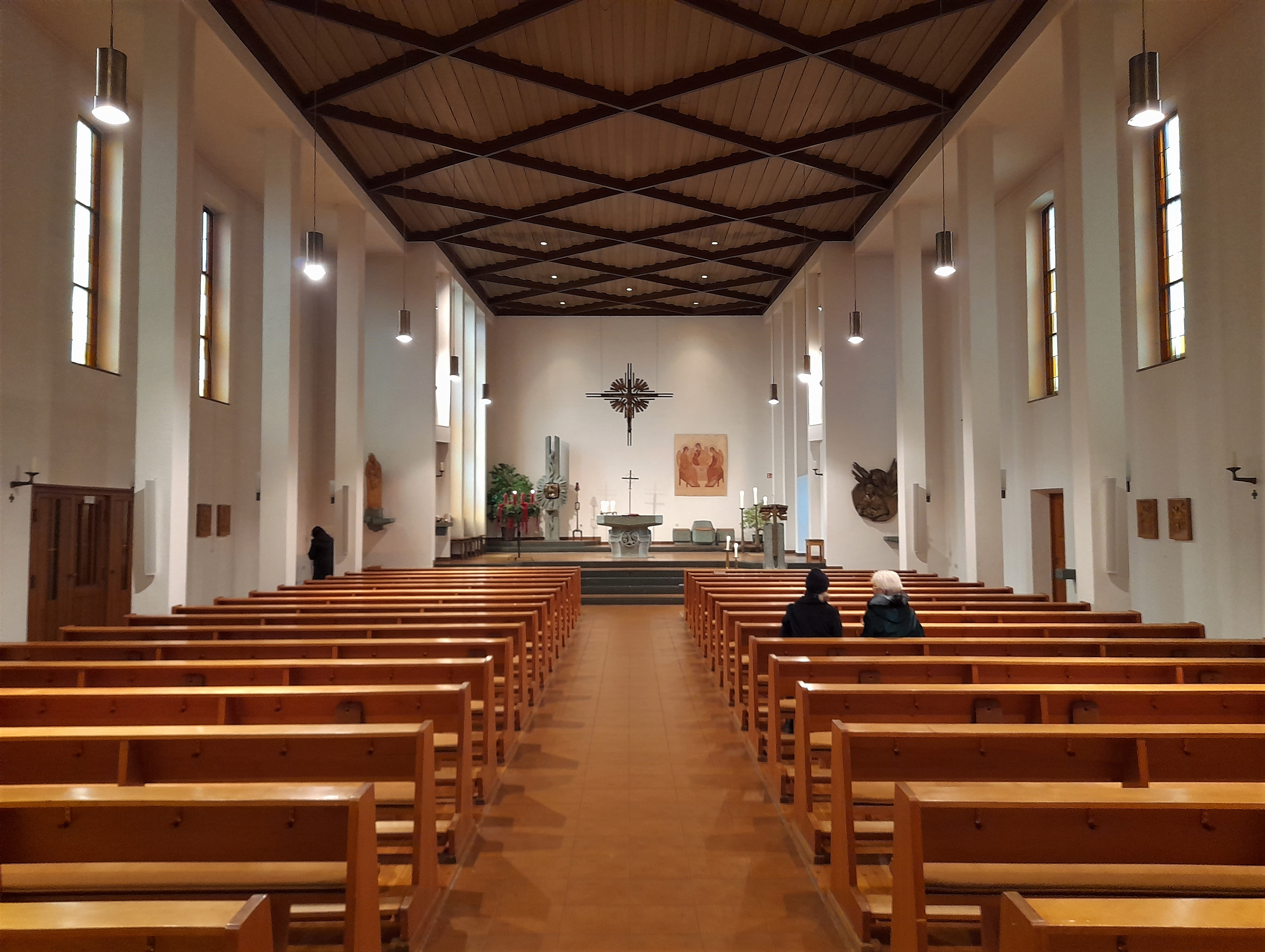
Innenraum von St. Josef

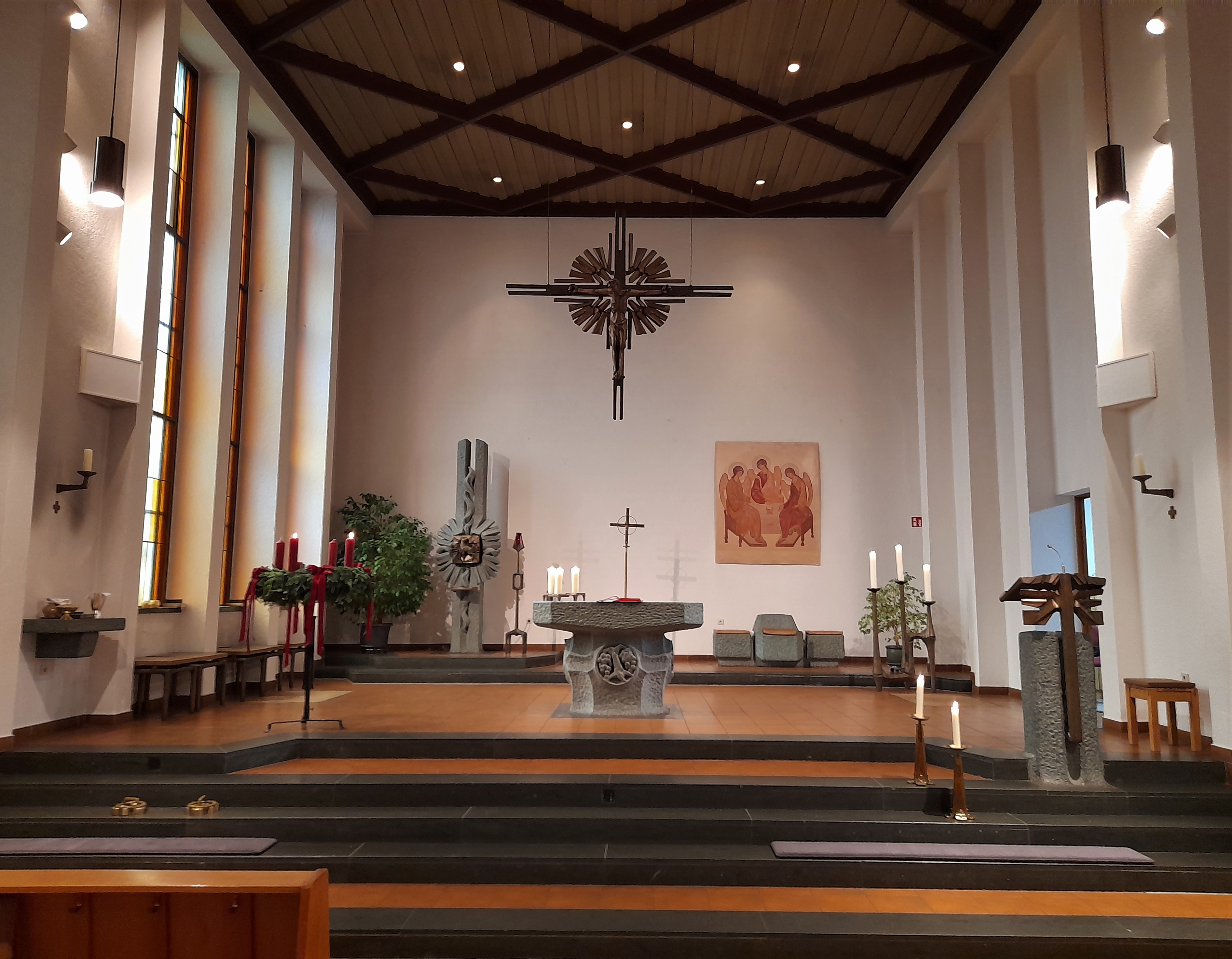
Altarraum der Kirche

Die römisch-katholische Filialkirche St. Josef ist ein Kirchengebäude in Egelsbach, einer Gemeinde im südhessischen Landkreis Offenbach. Die Kirchengemeinde gehört zur Pfarrei „Hl. Familie Langen-Egelsbach-Erzhausen“ der Region Mainlinie im Bistum Mainz. Die im Stil der Moderne errichtete Kirche steht unter dem Patrozinium des heiligen Josef von Nazareth.

## Geschichte
Egelsbach war seit Einführung der Reformation ein fast ausschließlich evangelischer Ort. Erst am 12. September 1920 wurde in einem Hinterzimmer der Egelsbacher Bahnhofsapotheke wieder eine heilige Messe vom Langener Pfarrer Johannes Hoffmann zelebriert. Eine Notkapelle wurde wenige Jahre später (1932) auf Eigeninitiative der Egelsbacher Katholiken durch Umgestaltung einer ehemaligen Schreinerwerkstatt geschaffen. Das fortan als Gotteshaus genutzte Gebäude befand sich auf demselben Grundstück, auf dem auch die heutige Kirche St. Josef steht.
Nach Ende des Zweiten Weltkriegs wurden in Egelsbach viele Heimatvertriebene aus dem überwiegend katholischen Sudetenland aufgenommen. Dies führte auch für die katholische Kirchengemeinde in Egelsbach zu einem starken Mitgliederwachstum. Die Gemeinde war derart stark angewachsen, dass schon in den Jahren 1947 und 1948 in Egelsbach erstmals wieder seit Einführung der Reformation Erstkommunion und Firmung gefeiert werden konnten und eine Fronleichnamsprozession durchgeführt wurde. 1952 wurde die Egelsbacher Lokalkaplanei schließlich zu einer eigenständigen Pfarrei erhoben.
1955 war die Anzahl der Katholiken in Egelsbach so groß geworden, dass die 1932 eingerichtete Notkirche nicht mehr genügend Platz für die Gottesdienstbesucher bot. Daher beschloss man, die Notkirche abzureißen und an gleicher Stelle einen Kirchenneubau zu errichten. Nachdem im Februar 1955 der Abriss des alten Kirchgebäudes erfolgt war, konnte am 30. Mai 1955 der Grundstein für die neue Kirche gelegt werden. Bis zur Einweihung des neuen Gotteshauses am 1. Mai 1956 feierte die katholische Gemeinde ihre Gottesdienste übergangsweise in der evangelischen Kirche in Egelsbach.
1987 wurde die Kirche St. Josef einer grundlegenden Renovierung unterzogen, in deren Zuge auch der Altarraum der Kirche durch Paul Brandenburg neugestaltet wurde. Der neue Altar wurde nach Abschluss der Renovierungsarbeiten vom Mainzer Bischof Karl Lehmann geweiht.

## Ausstattung
2001 erhielt die Kirche St. Josef erstmals seit ihrem Bestehen echte Glocken. Sie tragen die Namen „Dreifaltigkeit“, „Margarita“ und „Schutzengel“.
Am 19. März 2017 ersetzte die dreimanualige Digitalorgel Johannus Ecclesia D-350 eine Ahlborn-Orgel von 1983.